# Günther Zirkenbach
Günther Zirkenbach (* 25. Oktober 1930) ist ein ehemaliger deutscher Polizeioffizier und SED-Funktionär. Er war Chef der Bezirksverwaltung der Deutschen Volkspolizei (BDVP) Frankfurt (Oder).

## Leben
Zirkenbach war Angehöriger der Deutschen Volkspolizei (VP) und schlug die Offizierslaufbahn ein. An der Offiziershochschule der VP in Berlin-Biesdorf qualifizierte er sich zum Diplom-Staatswissenschaftler. Er trat der Sozialistischen Einheitspartei Deutschlands (SED) bei. Zirkenbach wurde am 1. Juli 1970 zum Oberst der VP befördert und war bis 1972 stellvertretender Chef der Bezirksbehörde der Deutschen Volkspolizei (BDVP) Halle. Von 1972 bis 1982 fungierte er als Chef der BDVP Frankfurt (Oder) (Nachfolger von Kurt Krüger). Von Februar 1974 bis 1982 war er Mitglied der SED-Bezirksleitung und von 1976 bis 1982 Abgeordneter des Bezirkstages Frankfurt (Oder). Gleichzeitig war er 1. Vorsitzender der Bezirksleitung Frankfurt (Oder) der Sportvereinigung Dynamo. Am 30. Juni 1980 wurde er von Erich Honecker zum Generalmajor der VP ernannt. Zirkenbach war anschließend bis Dezember 1985 Stellvertreter des Chefs des Stabes für Organisation des Ministeriums des Innern der DDR (MdI). Er wurde wegen Vollinvalidität aus dem Dienst der Volkspolizei entlassen und in den Ruhestand versetzt.

## Auszeichnungen in der DDR
- 1973 Vaterländischer Verdienstorden in Bronze
- 1975 Verdienter Volkspolizist der Deutschen Demokratischen Republik